# Porta Ognissanti

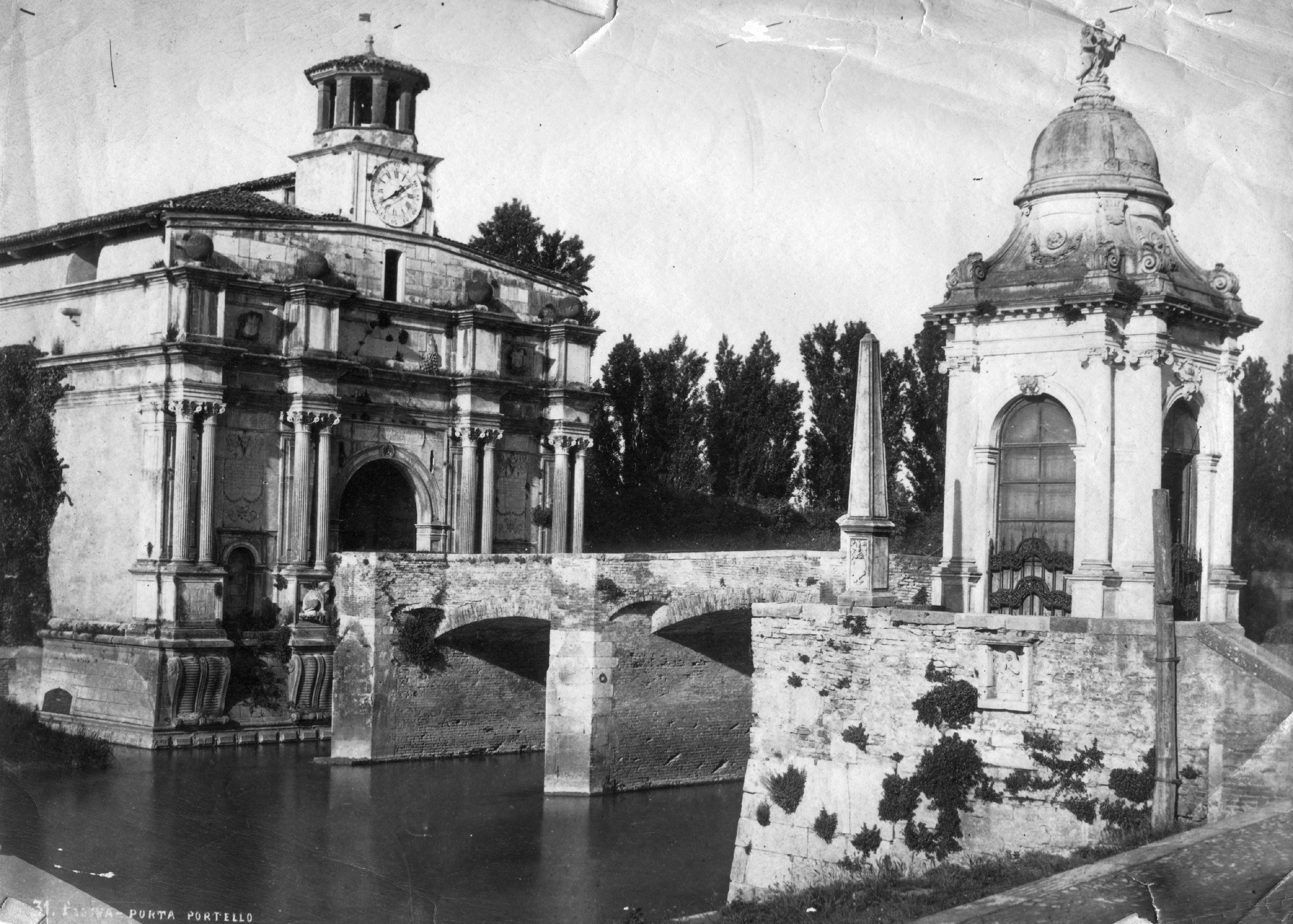
Porta Ognissanti aan het Canale Piovego in Padua

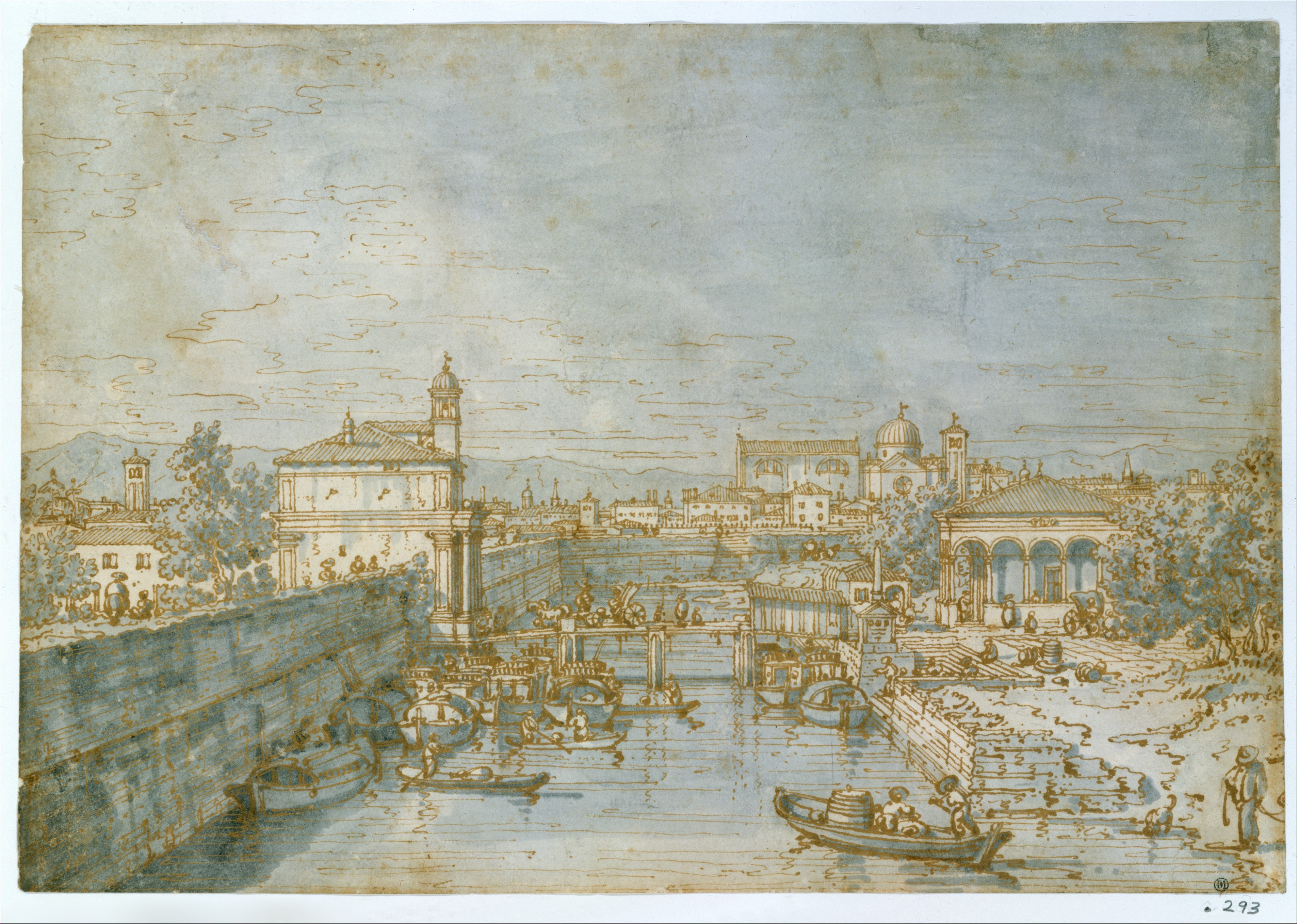
Pentekening door Canaletto, circa 1750, toen er nog een houten brug stond. Rechts de campus van de universiteit van Padua, links het stadscentrum.

De Porta Ognissanti is een 16e-eeuwse stadspoort in de Noord-Italiaanse stad Padua, in de regio Veneto. De stadspoort werd gebouwd ten tijde van het bestuur der republiek Venetië. De stadspoort staat aan de oudere middeleeuwse stadsmuur en de brug over het Canale Piovego.
Ten noorden van de Porta Ognissanti, aan de overzijde van het kanaal, bevindt zich de universiteit van Padua. De reiziger die vanuit Venetië kwam, de hoofdstad van de gelijknamige republiek, kwam aan in Padua aan de Porta Ognissanti. Vandaar is deze poort rijkelijk versierd, vergeleken met andere stadspoorten van Padua.

## Naam
De stadspoort Porta Ognissanti of Porta Portello (Nuovo) heeft de naam overgenomen van twee middeleeuwse stadspoorten die gesloten werden in de 16e eeuw en later gesloopt. Deze twee bouwwerken stonden verderop aan de oostzijde van de stad, op wandelafstand. Het oorspronkelijke plan om aan de oostzijde een fort te bouwen, is nooit gerealiseerd. De oude Porta Ognissanti of in het Latijn Porta Omnium Sanctorum of Poort der Allerheiligen bevond zich aan de huidige straat Ponte Ognissanti en de gelijknamige kerk Chiesa di Ognissanti. De oude Porta Portello (Vecchio) bevond zich aan de straat Via Santo Massimo. De twee oude stadspoorten werden gesloten respectievelijk in 1509 en 1519. 
De Venetianen spraken ook wel van de Porta Venezia.

## Historiek
De republiek Venetië liet de (nieuwe) Porta Ognissanti bouwen in het begin van de 16e eeuw. Ze verving een kleinere poort op die plek aan het Canale Piovego; onder het wateroppervlak zijn restanten bewaard. In 1519 huldigde Marcantonio Loredan, kapitein van het Venetiaanse landleger, de stadspoort in. De buitenste gevel ofwel de gevel aan de kanaalzijde is afgewerkt met witte natuursteen uit Istrië. Vier rijen van twee zuilen verdelen het oppervlak in drie delen: het centrale deel met de doorgang en de twee laterale delen. Het geheel is afgewerkt met aanduidingen van het glorieuze verleden van de republiek Venetië. In 1535 werd een torentje toegevoegd met een klok.
In 1784 werd de houten brug afgebroken. Een stenen brug kwam in de plaats, afgewerkt met versierselen en een torentje aan de overzijde van het kanaal. Canaletto tekende nog de stadspoort in de laatste jaren dat er nog een houten brug stond (circa 1750). De stenen brug heeft de gelijkgrondse versieringen van de Porta Ognissanti weggeborgen aan de kanaalzijde. 
In de 20e eeuw huisvestte de Porta Ognissanti een elektrische transformatorcabine om de openbare verlichting in Padua te voeden.